# Татебаясі

36°14′42″ пн. ш. 139°32′32″ сх. д. / 36.24500° пн. ш. 139.54222° сх. д.
Татебая́сі (яп. 館林市, たてばやしし, МФА: [tatebayaɕi̥ ɕi]) — місто в Японії, в префектурі Ґумма.

## Короткі відомості
Розташоване в південно-східній частині префектури. Виникло на основі середньовічного призамкового містечка самурайського роду Акімото. Протягом 1661–1680 років перебувало під владою Токуґави Цунайосі, майбутнього сьоґуна Японії. Отримало статус міста 1 квітня 1954 року. Основою економіки є сільське господарство, харчова промисловість, комерція. Традиційні ремесла — виготовлення бавовни і шовку. В Японії місто відоме легендою про єнота-перевертня з монастиря Моріндзі, який дурив людей, обертаючись чайником. Станом на 1 жовтня 2007 площа міста становила 60,98 км². Станом на 1 серпня 2008 населення міста становило 78 795 осіб.